# Час пригод: Фіона та Кейк
«Фіона та Кейк» — це відгалуження популярного анімованого телесеріалу «Час пригод», створеного Пендлтоном Вардом. Мультфільм був створений студією «Імагінаріум Анімейшн». Шоу спочатку виходило на каналі Cartoon Network і здобуло віддану аудиторію за своєю унікальною сюжетною лінією. Концепція «Фіона і Кейк» була вперше представлена в серії третього сезону «Час пригод» під назвою «Фіона і Кейк», яка вийшла в ефір 30 січня 2012 року. У цьому конкретному епізоді досліджується альтернативний світ, де стать головних персонажів Фіна та Джейка була змінена на жіночі — Фіона і Кейк відповідно.
Пендлтон Ворд та творча команда «Час пригод» бачили «Фіону і Кейк» як можливість експериментувати з жанровими конвенціями в розповіді. Цей спін-оф дозволив їм поглибитися в альтернативні сюжети та викликати традиційні гендерні ролі у світі анімованого телебачення.
Фільм отримав позитивні відгуки від критиків за захоплюючий сюжет, якісну анімацію та гумор.
«Фіона та Кейк» вирізняється своєю унікальною концепцією, яскравою графікою та чарівною атмосферою.